# Ulrich von Jungingen
Ulrich von Jungingen (° vers 1360 à Hohenfels, † 15 juillet 1410 Stębark lors de la bataille de Grunwald) est le vingt-sixième grand maître (magister generalis) de l’ordre Teutonique de 1407 à 1410. Il est le plus jeune frère de Konrad von Jungingen.

## Débuts
Enfants de la noble famille de Jungingen en Souabe, son frère aîné Konrad von Jungingen et lui sont probablement nés au château de Hohenfels (de). Étant les plus jeunes fils de la famille, tous deux sont exclus de la succession, et entrent dans l'ordre Teutonique.
Ulrich réside d'abord à Schlochau (aujourd'hui Człuchów) puis en 1393, son frère Konrad est élu grand maître de l'ordre. La carrière d'Ulrich progresse alors plus rapidement puisqu'en 1396, il est élu commandeur de Balga. Après que les chevaliers expulsent les Vitaliens de l'île de Gotland en 1398, Ulrich participe avec la reine Marguerite Ire de Danemark aux négociations pour la possession de l'île, et à des missions diplomatiques avec la Pologne et la Lituanie dans le cadre de la conclusion du traité de Salynas concernant la cession du duché de Samogitie.
En 1404, Ulrich est nommé maréchal de l'Ordre et commandeur de Königsberg (aujourd'hui Kaliningrad). Il combat plusieurs soulèvements en Samogitie, où il fait face à la corruption de la noblesse locale. À la mort soudaine du grand maître Konrad von Jungingen, Ulrich est choisi pour lui succéder le 26 juin 1407.

## Grand maître de l'Ordre teutonique

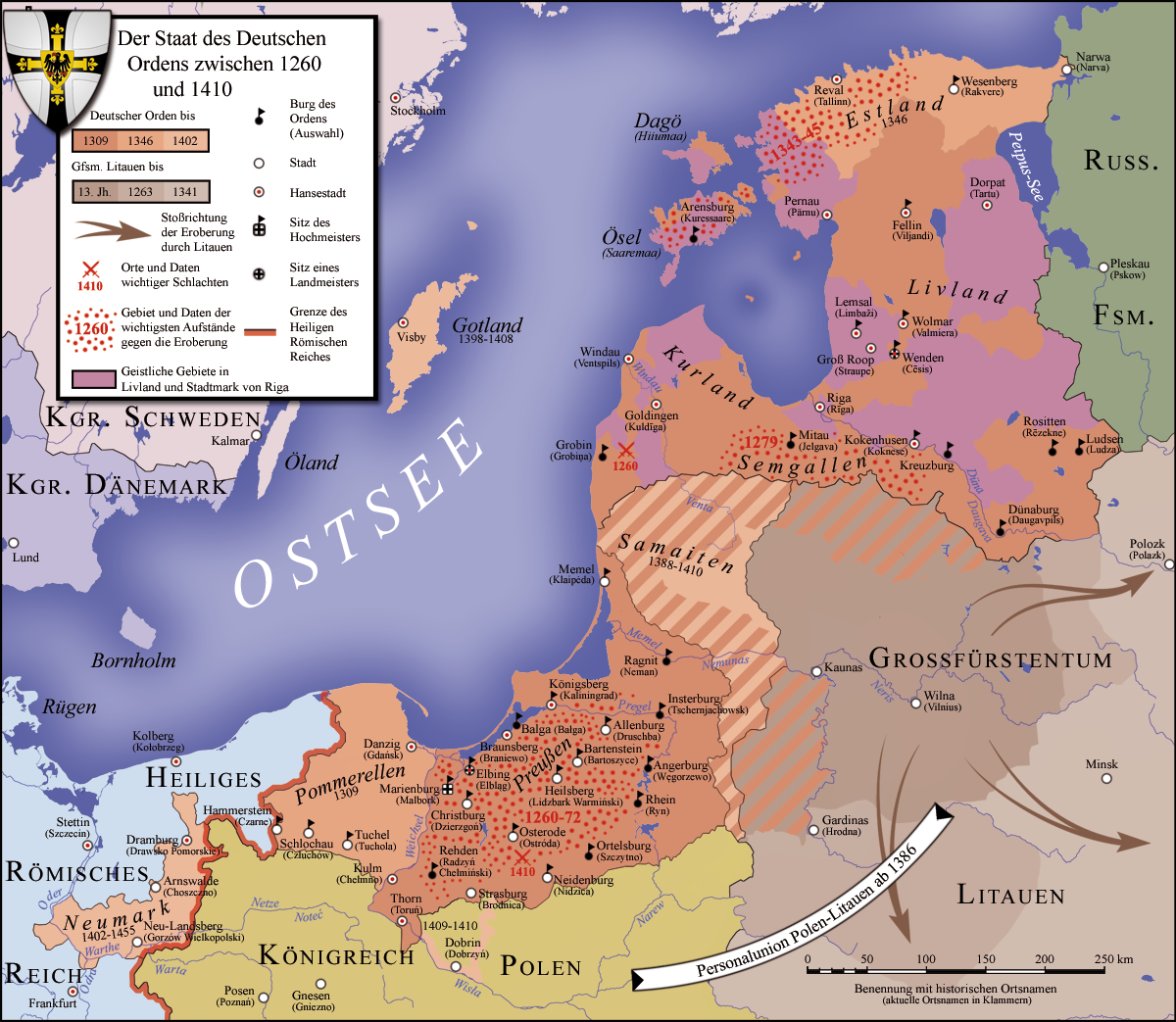
L'État monastique des chevaliers teutoniques en 1410

Contrairement à son frère, les capacités diplomatiques d'Ulrich sont limitées. La situation reste tendue en Samogitie, tension attisée par le grand duc Vytautas qui a l'intention de reprendre les terres qu'il a concédées aux chevaliers. La situation s'envenime également avec Ladislas II Jagellon, roi de Pologne et cousin de Vytautas, au sujet de la région de Dobrzyń et de la Nouvelle-Marche de Brandebourg. L'ambassadeur polonais Mikołaj Kurowski (en) archevêque de Gniezno déclare que toute attaque contre la Lituanie entraînerait inévitablement un conflit armé avec la Pologne. Devant l'imminence d'une guerre qui menace sur ces deux fronts, Ulrich se prépare pour une attaque préventive. Il forge une alliance avec le roi Sigismond de Hongrie, lève une armée de mercenaires dans le Saint Empire et le 6 août 1409 déclare la guerre à la Pologne.
Sans attendre l'aide de son allié, plus préoccupé par le conflit qui l'oppose à son cousin Jobst de Moravie prétendant comme lui à la succession de Robert Ier du Saint-Empire, comme roi des Romains, les forces de l'Ordre font campagne. D'abord victorieuses à Dobrzyń et en Cujavie, elles assiègent bientôt Bydgoszcz. Le roi Venceslas IV de Bohême, frère de Sigismond, demande une trêve et assure la médiation entre les belligérants, mais sans résultat. Le 2 juillet 1410, le grand maître à la tête de son armée quitte la forteresse de Marienbourg pour une bataille finale contre les forces réunies de Pologne et de Lituanie. Les deux camps se rencontrent le 15 juillet entre les villages de Grünfelde (aujourd'hui Grunvald) et Tannenberg (aujourd'hui Stębark).

La Bataille de Grunwald, par Jan Matejko

Comme à midi aucune des armées n'a encore fait mouvement, Ulrich fait porter deux épées au roi Ladislas Jagellon, signifiant que, par ces deux armes, Vytautas et lui peuvent vivre ou mourir et qu'il est temps d'engager le combat. Cet acte, considéré comme une provocation audacieuse, déclenche l'attaque lituanienne, d'abord repoussée par les chevaliers, mais bientôt suivie par une charge des forces polonaises.
Sûr de sa victoire, Ulrich décide de diriger personnellement ses régiments. Alors qu'il est sur le point de prendre son adversaire, il perd de vue le déroulement général de la bataille ; or les forces alliées prussiennes de l'Union de Lizard dirigées par Nicolas von Renys (en) viennent de rompre le combat, bouleversant ainsi le rapport de forces. Le grand maître doit faire face à la supériorité numérique de l'Union de Pologne-Lituanie : bien vite, les chevaliers teutoniques sont en déroute et Ulrich est tué dans l'action.
Selon la tradition, Ladislas Jagellon permet aux chevaliers de récupérer la dépouille de leur chef pour la ramener à Marienbourg, où elle demeure toujours, avant qu'il ne commence le siège de la ville (en).